# 마틴 델 로사리오
마틴 델 로사리오(Martin del Rosario, 1991년 11월 25일 ~ )은 필리핀의 배우이다.